# Nanchang Q-6
El Nanchang Q-6 (强-6 en chino) es una aeronave cazabombardero, originario de la República Popular China (aunque su diseño se basa en el caza soviético MiG-23 y en parte de la tecnología del cazabombardero General Dynamics F-111 estadounidense), cuya producción y desarrollo fueron cancelados. Este desarrollo estuvo a cargo principalmente en la Nanchang Aircraft Factory (hoy conocida como Hongdu Aviation Industry Corporation). Aunque el Q-6 estuvo en desarrollo por un largo tiempo, nunca pasó la fase de prototipo.

## Antecedentes

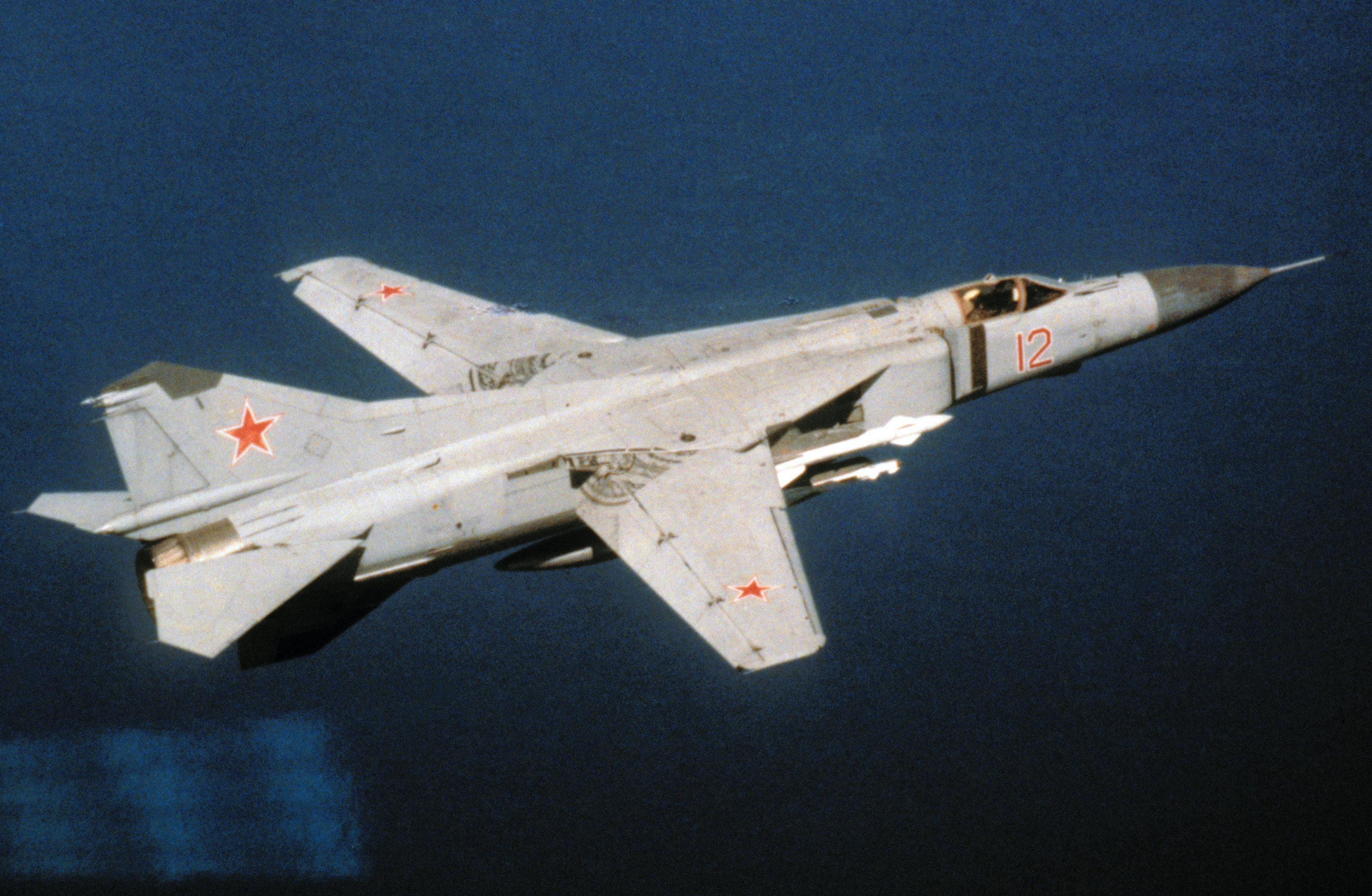
MiG-23

El programa del Q-6 se inició a mediados de los años 1970, esto después de los acontecimientos ocurridos durante la Batalla de las Islas Paracel en enero de 1974, donde la Fuerza Aérea del Ejército Popular de Liberación (PLAAF por sus siglas en inglés) y la Armada del Ejército Popular de Liberación (PLAN por sus siglas en inglés) fueron incapaces de realizar misiones de apoyo aéreo cercano. Aunque los sur-vietnamitas informaron que el Ejército Popular de Liberación realizó operaciones de bombardeo sobre sus tropas desplegadas en las tres islas, esto de hecho no era verdad; en realidad, aunque los mandos chinos sí tenían la intención de realizar este tipo de ataque con el despliegue de 115 aeronaves (que realizaron 401 misiones de combate), ninguna de las aeronaves chinas tenían la capacidad de atacar las posiciones enemigas.
La razones de esto fueron la falta de aviónica avanzada y equipos de apoyo terrestre, esto generó en las aeronaves chinas problemas de navegación principalmente, además de otros problemas relacionados con la logística, que afectaron severamente el desempeño de las aeronaves. La realidad es que la primera aeronave china que arribó a las islas, lo hizo horas después de haber terminado la batalla.
Además de la necesidad de solucionar los problemas de logística e infraestructura, las autoridades chinas tomaron en cuenta que ninguna de sus aeronaves en ese momento podía realizar misiones en el mar del sur de China. Los cazas como el Shenyang J-5 (variante china del MiG-17, Shenyang J-6 (variante china del MiG-19) y el Chengdu J-7 (variante china del MiG-21) carecían del alcance y la capacidad de ataque a tierra necesaria; el único avión de ataque a tierra el Nanchang Q-5 (variante del Shenyang J-6) también era afectado por un corto alcance y una baja capacidad de carga. Los bombarderos como el Harbin H-5 (variante china del Ilyushin Il-28) y el Xian H-6 (variante china del Túpolev Tu-16) eran lentos y poco maniobrables, además de carecer de capacidad defensiva. La aeronave fue vista como una necesidad con prioridad para suplir, debido a la baja capacidad de la PLAN de cumplir misiones navales.
Una vez terminada la batalla, tanto la Fuerza Aérea como la Armada presentaron una petición para un cazabombardero en el tercer ministerio de la República Popular China. Tras un largo estudio, el tercer ministerio determinó que la industria aeronáutica china del momento no poseía la capacidad para desarrollar dos proyectos por separado al mismo tiempo, por eso se tomó la decisión de desarrollar una única aeronave, esta tendría diferentes versiones que pudieran cumplir los distintos requerimientos de la FA y la Armada, aunque la mayoría de las necesidades de estas eran muy similares.

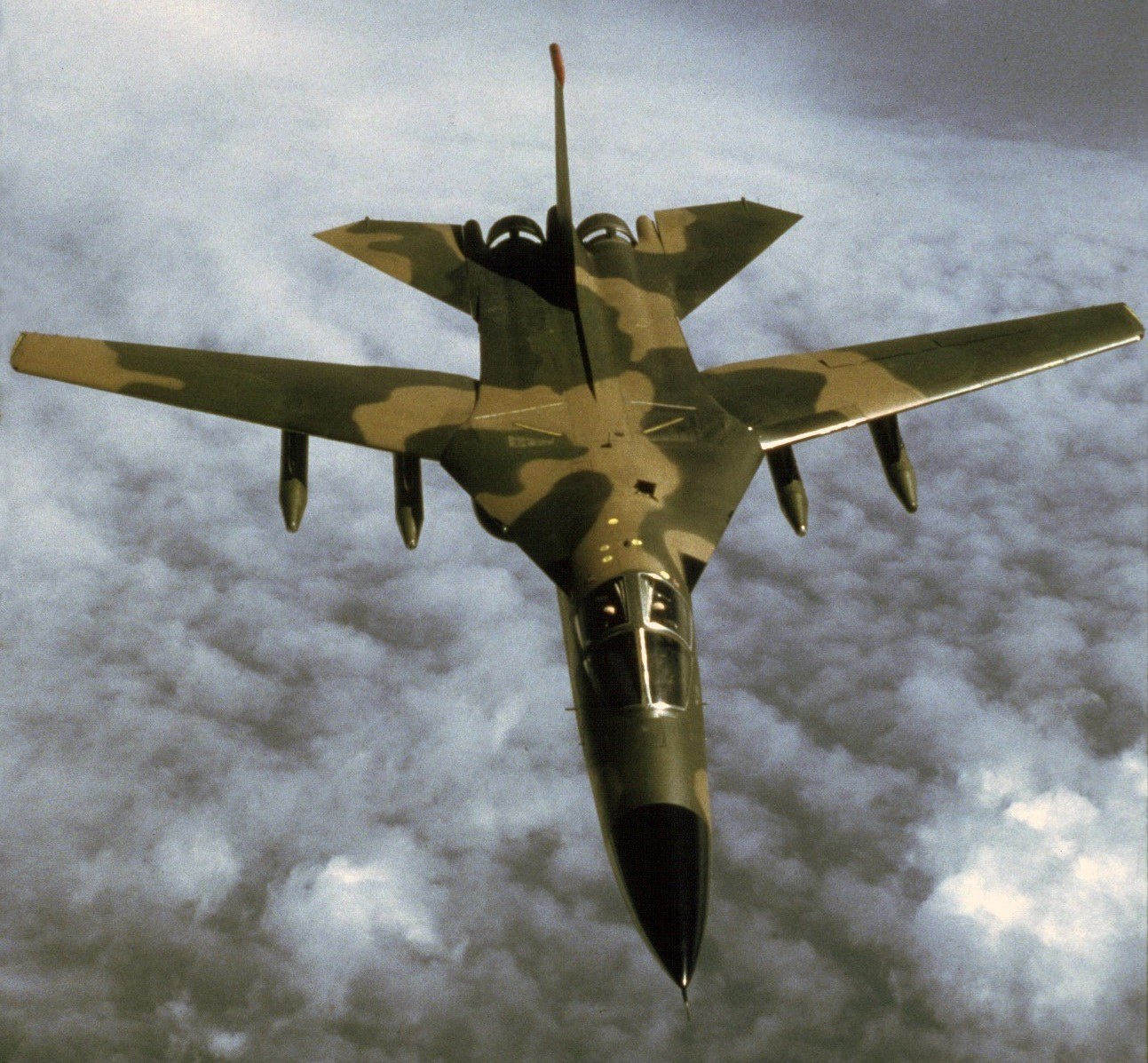
F-111

En junio del año 1976, los representantes de las distintas industrias aéreas de China fueron convocados a Pekín para informarles sobre los pormenores del proyecto, e insistirles en la importancia que este fuera desarrollado en el menor tiempo posible. La Shenyang Aircraft Factory (hoy Shenyang Aircraft Corporation) fue la primera compañía en presentar un diseño, el Shenyang JH-8 (FB-8 para versiones de exportación), este era en esencia en Shenyang J-8II modificado para ser una aeronave de ataque a tierra; el diseño de Nangchan vino después, el Q-6; por último fue presentada la propuesta de Xi'an Aircraft Factory (hoy Xi'an Aircraft Industrial Corporation), el Xian JH-7, que al igual que el Q-6 era un nuevo diseño. Al inicio el tercer ministerio tuvo como favorito al JH-8, pero debido a que el diseño de este no había terminado se consideró como un gran riesgo y fue descartado; mientras tanto el JH-7 representaba una apuesta arriesgada por lo que el Q-6 fue seleccionado (aun así el JH-7 siguió su desarrollo y se construyeron 192 de ellos), además se creía que este podría entrar en servicio en el menor tiempo posible.

## Desarrollo
Antes el inicio del programa Q-6, China había obtenido de parte de Egipto un grupo de MIG-23BN (designación OTAN: Flogger-H) y MiG-23MS (designación OTAN: Flogger-E), además de partes de aeronaves General Dynamics F-111 proporcionadas por Vietnam del Norte. Basándose en los datos proporcionados por el análisis a estas aeronaves, se llegó a la decisión que la próxima aeronave de ataque a tierra china debía estar equipada con alas de geometría variable; el señor Lu Xiaopeng (陆孝彭) que había sido el diseñador general del Nanchang Q-5 y luego se convertiría en académico de la Academia China de las Ciencias, fue nombrado diseñador general del Q-6. El Sr. Lu visitó personalmente las instalaciones de la PLAAF y la PLAN en contadas ocasiones, esto para conocer las necesidades de estas; para febrero de 1979 el diseño del Q-6 fue concluido, basándose este en las especificaciones dadas por el tercer ministerio.

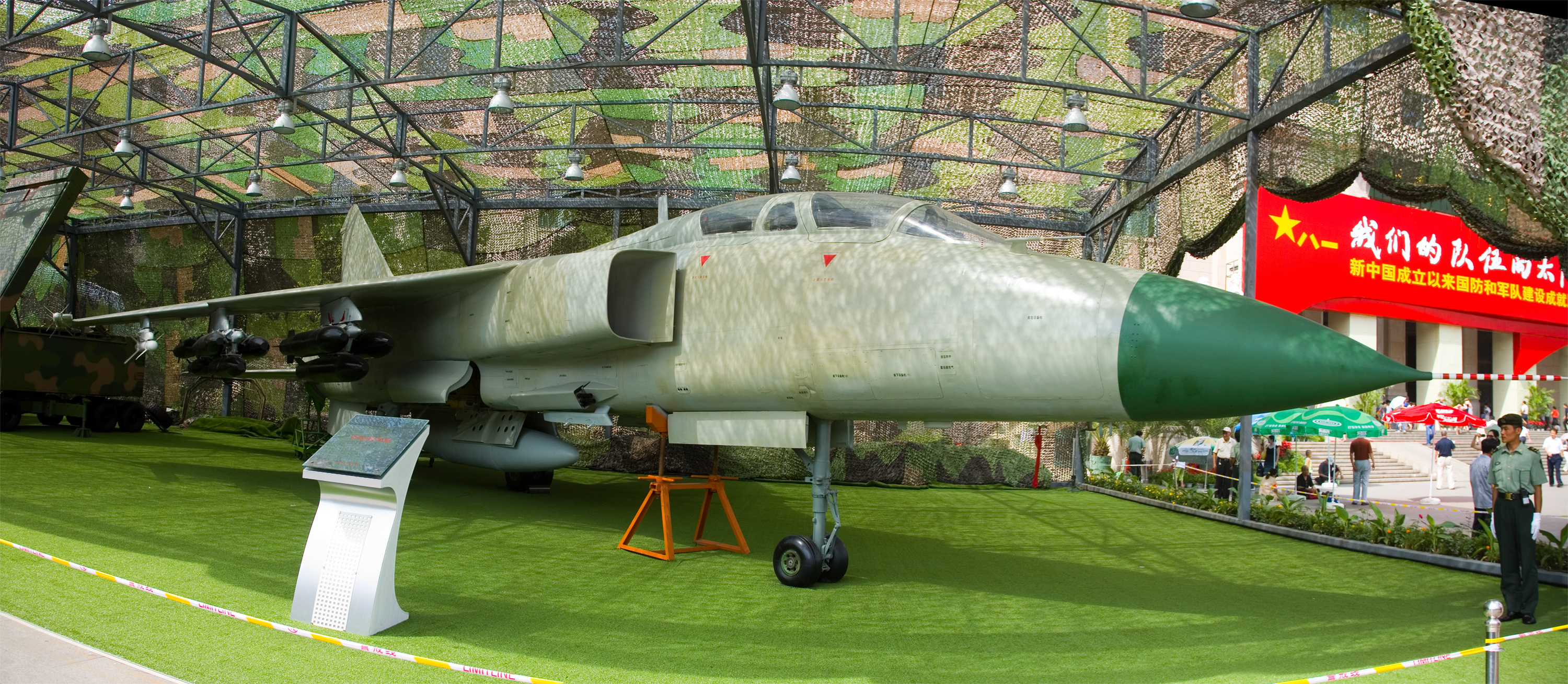
Xian JH-7, este sería uno de los competidores del Q-6

La idea original era basar el diseño del Q-6 en el MiG-23BN (versión de ataque a tierra del MiG-23), sin embargo, tanto la PLAAF como la PLAN requerían que la nueva aeronave tuviera la capacidad de entablar combates aéreos. Debido a esta especificación, la aeronave de ataque a tierra que no poseía radar debía ser equipada con uno, razón por la cual el plan inicial de basar el Q-6 en el MiG-23BN, fue reemplazado por el uso del MiG-23MS. Las investigaciones revelaron la necesidad de un radar de ataque a tierra y de un radar de seguimiento del terreno para poder cumplir con los requerimientos de la PLAAF y la PLAN, el MiG-23BN no estaba equipado con estos dispositivos. Para los combates aéreos el radar RP-22 Sapfir-21 (designación OTAN: Jay Bird) del MiG-23MS carecía de la capacidad de atacar objetivos más allá del alcance visual (BVR), por ello se tomó la decisión de utilizar ingeniería inversa en el F-111 para conseguir la tecnología que solucionaría las carencias del MiG-23, pero al igual que otros dispositivos que se planeaba para equipar el Q-6, estos demostraron ser demasiado ambiciosos para la industria aeronáutica china del momento, prolongaron el desarrollo y finalmente condenaron el Q-6.

## Diseño
Inicialmente el diseño del Q-6 se basó en el MiG-23MS, y se esperaba que tuviera un mejor desempeño que el MiG-23BN, ya que este proporcionaba un mayor volumen en el cono del radar, sin embargo, la industria electrónica china de ese momento no podía generar los microcircuitos necesarios para la miniaturización del radar, y como consecuencia, las dimensiones de la aeronave debieron ser aumentadas (exceptuando la longitud) de un MiG-23 a las de un Sukhoi Su-24. 
Los chinos consideraban como sus mayores logros en el Q-6, el uso de sistemas de vuelo fly-by-wire y las alas de geometría variable, ambos los primeros en ser desarrollados en China. El objetivo inicial de utilizar los equipos fly-by-wire del F-111 después de un trabajo de ingeniería inversa sobre este, debieron ser dejados a un lado, estos fueron reemplazados por una versión más sencilla; el análogo triplex fly-by-wire del Q-6 resultó ser solo un poco más moderno que los primeros sistemas, ya esta tenía la misma tecnología que utiliza servo-válvulas eléctricas controladas por sistemas eléctricos, envés de servo-válvulas mecánicas, pero a diferencia de los modelos anteriores, el fly-by-wire del Q-6 remplaza los actuadores hidráulicos por actuadores eléctricos. Este sistema resultó ser el mayor obstáculo del proyecto, tanto así que su desarrollo duró un periodo de nueve años (inicio de 1980 a 1988) bajo la dirección personal del Sr. Lu Xiaopeng. Aunque aclamado como un gran avance para la industria aeronáutica china, proporcionando un rendimiento superior, el sistema chino de control mecánico-hidráulico del ala de geometría variable terminó siendo un 12% más pesado que el del MiG-23, reduciendo la capacidad de carga de armamento, la capacidad de combustible y el alcance, lo que contribuyó hasta cierto punto a la cancelación del proyecto.

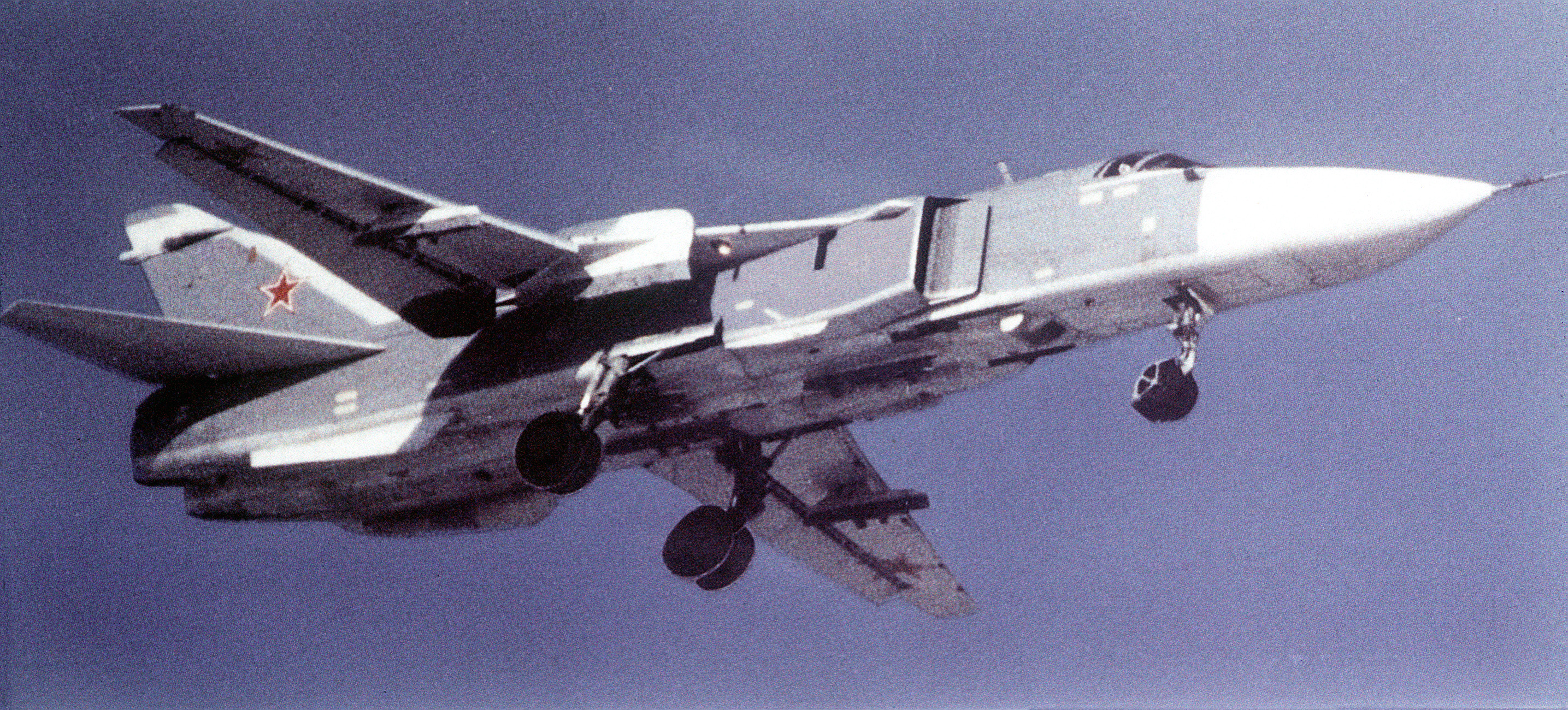
Su-24 Fencer, esta es una aeronave similar al Q-6

### Planta motriz
Un análisis reveló que el motor original del MiG-23 no tenía la capacidad necesaria para proporcionar el empuje que se necesita en los combates aéreos, por lo que este fue reemplazado por el motor local que originalmente se utilizaría para el cancelado Chengdu J-9, el turbofán WS-6 (abreviatura de Wo Shan, 涡扇). El desarrollo de este inicio en 1964, pero solo después de diecisiete años, en octubre de 1980, se llegó al rendimiento deseado; aunque la producción de este fue autorizada en 1981, este siguió siendo un programa de investigación.
Análisis posteriores revelaron que el WS-6 con su empuje de 71 kN normal y 122 kN con poscombustión seguía siendo insuficiente para que el Q6-6 tuviera un comportamiento favorable en combates aéreos. En 1983 se desarrolló una versión mejorada del WS-6, el WS-6G (G= Gai, 改, refiriéndose a mejorado), originalmente desarrollado para el Shenyang J-13 (proyecto cancelado). Este proporcionaría un empuje de 138 kN con poscombustión con una relación empuje/peso superior a siete, pero debido a la limitada capacidad industrial que se encontraba en China en ese momento, el WS-6G carecía de fiabilidad debido a diseños con poco desarrollo, tanto así que se rumoreaba que la vida útil del motor no era mayor de cincuenta horas. Este nunca pasaría la fase de pruebas en laboratorio, lo que terminaría contribuyendo a la cancelación del Q-6.

### Aviónica
Los requisitos de la aviónica del Q-6 fueron los más ambiciosos y avanzados de ese momento en China. El objetivo de conseguir la tecnología referente a la aviónica aplicando ingeniería inversa a los F-111 resultó infructuoso, esto debido a que la tecnología del F-111 estaba más allá de la limitada tecnología china de la época, por lo que se decidió utilizar todo lo que se pudiera replicar del F-111 para actualizar la tecnología soviética del MiG-23.
La única manera de cumplir con los requisitos de capacidad de ataque a tierra de la PLAAF y la PLAN era dotando el Q-6 con un radar de tierra. El radar PR-22-21 Sapfir (designación OTAN: Jay Bird) de MiG-23MS no poseía de las capacidades para realizar ataques terrestres, además de carecer de la capacidad de atacar objetivos más allá del alcance visual (BVR), estas capacidades fueron deliberadamente eliminadas de los MiG-23 para exportación por la URSS. Durante sus esfuerzos para aplicar ingeniería inversa en el F-111, los chinos descubrieron que el radar estadounidense General Electric AN/APQ-113 era superior en capacidades de combate aire-aire además de ser más fáciles de entender, incluso cuando no todo el software integrado pudo ser descifrado, este tenía mejores teorías y principios de diseño. El radar de seguimiento del terreno Texas Instruments AN/APQ-110 se copió con ingeniería inversa, y fue ubicado en cono del radar del Q-6 con la misma configuración de los AN/APQ-113 y AN/APQ-110 del F-111, el radar de seguimiento del terreno fue ubicado justo debajo del radar de ataque.
Debido al poco desarrollo de la tecnología industrial electrónica china, varios de los micro-chips no podían ser fabricados en China, por lo que estos debieron ser reemplazados por tubos de vacío (véase como válvula termoiónica) de fabricación local, lo que resultó en un radar más pesado que similares estadounidenses. Problemas similares resultaron en el aumento del tamaño de otros dispositivos relacionados con la aviónica, aumentando considerablemente las dimensiones y el peso del Q-6.
Otros instrumentos de aviónica que poseía eran sistemas de alerta de radar, telémetros láser, sistemas de comunicación e instrumentos para aterrizaje. El único instrumento puramente nacional fue la mira de objetivos Miao-6 (瞄), esta sería tres veces superior a la PBK-3 que equipaba el MiG-23; aun así esta resultaría ser un cuello de botella para la industria china debido a lo difícil de su desarrollo. El intento de replicar por medio de ingeniería inversa el sistema de navegación inercial y ataque AN/AJQ-20 de Litton Industries (hoy Northrop Grumman) resultó ser una empresa realmente difícil, al igual que otros productos de aviónica, como los radares. No sería hasta finales de la década de 1990 que la industria china estaría en la capacidad de dominar este tipo de sistemas en su totalidad. Ya que la industria electrónica china no pudo evolucionar a tiempo para proveer de los equipos requeridos al Q-6.
Este sería cancelado, aun cuando demostrara ser tres veces más efectivo que él Nanchang Q-5.

## Cancelación
Ya en 1989 las autoridades chinas no estaban interesadas en el ala de geometría variable del Q-6, esto debido a que la veían como inadecuada para posibles conflictos futuros. Además de los problemas de sobrepeso ya identificados en áreas como el ala de geometría variable, la aviónica y la planta motriz, se suma la limitada industria china del momento que no podía producir los materiales compuestos de avanzada, necesarios para reducir este sobrepeso en la estructura del avión, ni siquiera estos materiales pudieron ser producidos después de ser cancelado el proyecto.
Pero como un factor determinante de la cancelación de este fue el desarrollo por parte de China de tecnología del sigilo, esto debido a que el ala de geometría variable tendía a aumentar la sección transversal de radar que proyecta el avión, esto terminaba convirtiendo al Q-6 en una aeronave con capacidades casi nulas de supervivencia en un campo de batalla moderno, ya que sería más fácilmente detectado y derribado por el enemigo.
Con las dificultades anteriormente mencionadas afectando el Q-6, el programa fue finalmente cancelado en 1989, dejando tres prototipos construidos, uno para pruebas estáticas, otro para pruebas de la aviónica en tierra, y el último finalmente para probar el ala de geometría variable. China siempre ha afirmado que aunque el programa Q-6 haya sido cancelado, las lecciones aprendidas durante su desarrollo permitieron dar grandes saltos adelante a la industria aeronáutica china.

### Desarrollos relacionados
- General Dynamics F-111.
- MiG-23.

### Aeronaves similares
- Shenyang J-8
- A-7 Corsair II.
- McDonnell Douglas F-4 Phantom II.
- Panavia Tornado.
- SEPECAT Jaguar.